# Brogliano
Brogliano (deutsch veraltet: Brojan oder Sankt Martin in Lämmertal) ist eine nordostitalienische Gemeinde (comune) mit 4037 Einwohnern (Stand 31. Dezember 2023) in der Provinz Vicenza in Venetien. Die Gemeinde liegt etwa 15 Kilometer nordwestlich von Vicenza am Agno. Brogliano liegt im Valle dell'Agno e Chiampo.

## Gemeindepartnerschaften
Brogliano unterhält eine Partnerschaft mit der spanischen Gemeinde Alella in der Provinz Barcelona (Katalonien).